# ReLoad
ReLoad er et album fra heavy metal-bandet Metallica som blev udgivet i 1997. Albummet indeholder materiale som skulle have været med på deres forrige album Load. 
Metallica havde håbet på at udgive Load og ReLoad sangene som et dobbeltalbum, denne ide blev dog afvist på grund af forskellige årsager. Ikke kun titlerne på de to album passer sammen men også cd-coveret (som er taget fra Andres Serranos Blood and Semen-serie).

## Numre
1. Fuel
2. The Memory Remains
3. Devil's Dance
4. The Unforgiven II
5. Better Than You
6. Slither
7. Carpe Diem Baby
8. Bad Seed
9. Where The Wild Things Are
10. Prince Charming
11. Low Man's Lyric
12. Attitude
13. Fixxxer